# Jean-Michel Dagory
Jean-Michel Dagory, né le 24 avril 1946, est un écrivain et un acteur français, auteur de roman noir et d'anticipation. Ses romans sont signés Dagory.

## Biographie
Il fait des études à l'école des hautes études commerciales de Paris. Il travaille au lancement de plusieurs produits, puis devient saltimbanque et anime le Théâtre du Bilboquet pratiquant le mime et le théâtre de rue. Il travaille également pour le cinéma, la radio et le théâtre. Il met en scène Pinter and Co d'Harold Pinter et adapte en 1981, avec Jean-Pierre Bastid, le roman de Peter Cheyney La Môme vert-de-gris.
En 1982, il publie son premier roman À la recherche du sang perdu. En 1986, il fait paraître un roman d'anticipation  Quand souvenirs revenir, nous souffrir et mourir. En 1989, Il écrit l'épisode Du son pour la souris pour la série télévisée Souris noire. En 1997, dans le cadre d'une animation consacrée au roman policier, il s'enferme à l'intérieur d'une bulle dans une station du métro parisien en faisant le pari d'écrire un récit en vingt-quatre heures. Ce sera Polar sous la ville.
Il a également joué de nombreux rôles pour le cinéma et la télévision, principalement des rôles secondaires et de la figuration. Il débute en 1978 dans le téléfilm La Nuit du coucou de Michel Favart. Il a depuis été aperçu dans les films L'Amour coté en bourse, Clowning Around, Le Péril jeune ou Poulet aux prunes. Pour la télévision, au milieu de nombreux rôles secondaires, il figure dans l'épisode La Mariée rouge de la série télévisée Néo Polar réalisé par son ami Jean-Pierre Bastid.

## Œuvres

### Romans
- À la recherche du sang perdu, Sanguine no 11 (1982)  (ISBN 2-226-01585-X)
- Raid maure, Engrenage no 87 (1983)  (ISBN 2-265-02624-7)
- Les Aventures du Captain Élysée, Spécial Police no 1910 (1984)  (ISBN 2-265-02828-2)
- Quand souvenirs revenir, nous souffrir et mourir, Fleuve Noir Anticipation no 1425 (1986)  (ISBN 2-265-03168-2)
- Un tueur qui saigne, Spécial Police no 2045 (1987)  (ISBN 2-265-03533-5)
- Maison qui pleure, Actes Sud, Babel noir no 267 (1997)  (ISBN 2-7427-1266-6)
- La Muette, Éditions de la Voûte, Métro-police no 19 (1997)  (ISBN 2-911116-28-3)
- Polar sous la ville, Éditions de la Voûte, Métro-police no 27 (1997)  (ISBN 2-911116-37-2)
- Transe amazonienne, Hachette Livre, Le Polar du routard no 5 (2000)  (ISBN 2-01-243129-1)

### Littérature d'enfance et de jeunesse
- Pas pleurniche, Syros, Souris noire 1re série no 7 (1984)  (ISBN 2841460444)
- Six assassins assassinés, Syros, Souris noire 2e série no 18 (1987)  (ISBN 2-86738-233-5)
- L'assassin est dans la classe, Syros, Souris noire 2e série no 27 (1988)  (ISBN 2-86738-318-8)
- Mon nom est pouding, Syros, Souris noire no 49 2e série (1991)  (ISBN 2-86738-668-3)

### Autre ouvrage
- La France par les petits bouts : un piéton sur la méridienne, Le Relié (2001)  (ISBN 2-909698-70-X)

### Nouvelles
- Dix petits nègres, revue de l’association 813 no 6 (septembre 1983)
- La plus belle vue de Paris, dans le recueil Place d'Italie, Pocket (1990), réédition dans le recueil La Crème du crime no 2 L'Atalante (1995)
- Le Cinglé tel qu’on le parle, dans le recueil Histoires de cinglés, Pocket (1990)
- Le Héros ce salaud, dans le recueil Noir de femme Série noire (1992)
- S.O.S. Taxi, dans la revue Nouvelles Nuits no 6 (1992)
- La Fête au livre, dans le recueil Salon du livre, Pocket (1993)

## Filmographie
- 1992 : Clowning Around (TV), Anatole Tolin
- 1997 : Julie Lescaut (TV), épisode 5 saison 6, Mort d'un petit soldat de Charlotte Brandström : Pierrot
- 2011 : Plus belle la vie (TV), Bernard Rose